# Vlag van Crisnée
De vlag van Crisnée is op 23 oktober 2001 bij raadsbesluit vastgesteld als de vlag van de Luikse gemeente Crisnée. De vlag kan als volgt worden beschreven:
Wit met vijf rode ruiten en een geel kanton met een rood andreaskruis.
De vlag werd pas op 15 juli 2003 bevestigd door de Franse Gemeenschapsregering. Het ontwerp was van de Raad van Heraldiek en Vexillologie. De vlag is volledig gebaseerd op het gemeentewapen en ziet er dus helemaal hetzelfde uit.